# WWE Vintage Collection
WWE Vintage é um programa de Luta profissional da WWE, que mostra a ação da extensa biblioteca de vídeo da WWE. O show é apresentado por Gene Okerlund e Renee Young.
Vintage é exibido no Reino Unido e Irlanda no Sky Sports (até 2014), na Austrália no FOX8 (até meados de 2013), na África do Sul no eKasi+, nas Filipinas no Fox Channel Ásia, na Índia, Bangladesh e Paquistão no Ten Sports, no Oriente Médio no ShowSports 4 e no Japão no J Sports. No início de setembro de 2012, o Vintage começa a ser exibido também na Malásia, no canal Astro SuperSport 3. A partir de 2014, o Vintage começa a ser exibido para toda a América Latina, através do Fox Sports Latinoamérica. 
O show estreou em junho de 2008 como Vintage Collection, servindo como um substituto do Heat nos países em que ele foi exibido. Cada episódio geralmente apresenta 4 ou 5 lutas em torno de um tema comum (um determinado lutador, um grande evento, uma divisão, etc.). Tais temas podem expandir-se através de 3 ou 4 episódios consecutivos.